# DM-Eröffnungsbilanz (1990)
Die DM-Eröffnungsbilanz (1990) war die von allen Buchführungspflichtigen in der DDR anlässlich der Einführung der Währungs-, Wirtschafts- und Sozialunion zum 1. Juli 1990 aufzustellende Eröffnungsbilanz für die Buchführung in Deutscher Mark.

## Rechtsgrundlage
Rechtsgrundlage für die DM-Eröffnungsbilanz war das Gesetz über die Eröffnungsbilanz in Deutscher Mark und die Kapitalneufestsetzung (DM-Bilanzgesetz – DMBilG) vom 23. September 1990, das nach der Wiedervereinigung in das Bundesrecht übernommen wurde. Das Gesetz wurde mehrfach geändert.

## Abschluss der Buchführung in Mark der DDR
Die Buchführung in Mark der DDR wurde zum 30. Juni 1990 abgeschlossen. Grundlage war die Anordnung über den Abschluss der Buchführung in Mark der DDR zum 30. Juni 1990. Die entsprechenden Abschlüsse mussten geprüft werden.

## Grundsätzliches
Mit dem DMBilG wurden die in der Bundesrepublik geltenden Grundsätze ordnungsmäßiger Buchführung auch in der DDR eingeführt. Dazu wurden auf Basis einer Inventur alle Vermögensgegenstände und Schulden neu bewertet. Zur Bilanz war ein Anhang aufzustellen. Die Ausweis- und Bewertungsvorschriften des DMBilG lehnten sich an die des HGB an. Bei entsprechender Größe des Unternehmens unterlag die DMBil einer Pflichtprüfung.
Eine DMBil mussten alle Unternehmen mit Sitz in der DDR aufstellen, die nach den Vorschriften des Handelsgesetzbuches als Kaufleute anzusehen waren.

## Neubewertung
Alle Vermögensgegenstände und Schulden wurden neu bewertet, es fand grundsätzlich keine Umrechnung aus den Werten der Abschlussbilanz in Mark der DDR statt. Die Bewertung erfolgte auf Basis von Wiederbeschaffungskosten, bei Anlagevermögen abzüglich fiktiver Abschreibungen entsprechend den AfA-Listen des Bundesministerium der Finanzen. Eine Besonderheit bildeten auf Mark der DDR lautende Forderungen und Verbindlichkeiten, diese wurden im Verhältnis 2 DDR-Mark = 1 DM umgestellt.
Neu eingeführt wurden Rückstellungen, die in der Buchführung der DDR nicht vorgesehen waren. Damit sich die zum 1. Juli 1990 erstmals gebildeten Rückstellungen einmal steuerlich auswirken, wurde ein Sonderverlustkonto aus Rückstellungsbildung (§ 17 Abs. 4 DMBilG) geschaffen. Dieses konnte mit steuerlicher Wirkung in dem Maße abgeschrieben werden, wie diese Rückstellungen verbraucht wurden.

## Eigenkapitalsicherung
Durch die Neubewertung des Vermögens hätte sich in vielen Fällen ein negatives Eigenkapital ergeben, womit eine Eintragung der in Kapitalgesellschaften umgewandelten volkseigenen Betriebe in das Handelsregister nicht möglich gewesen wäre. Um das zu vermeiden, erhielten die Unternehmen Ausgleichsforderungen gegen die Treuhandanstalt (§ 24 DMBilG). Zusätzlich konnten Bilanzierungshilfen (z. B. selbst geschaffene immaterielle Vermögensgegenstände) aktiviert und der Gegenwert in eine vorläufige Gewinnrücklage (§ 31 DMBilG) eingestellt werden. Bei der Ermittlung des Vermögens war das Sonderverlustkonto aus Rückstellungsbildung nicht zu berücksichtigen, da es keinen Vermögenswert darstellte. Genügte das Kapital nicht zur Bildung des gezeichneten Kapitals, wurden zusätzlich ausstehende Einlagen aktiviert.
Überstieg das Vermögen das Sachanlagevermögen abzüglich Grund und Boden, so wurde in der übersteigenden Höhe eine Ausgleichsverbindlichkeit festgesetzt. Das war jedoch praktisch selten.

## Besonderheiten für Außenhandelsbetriebe und Geldinstitute
Bei Außenhandelsbetrieben und Geldinstituten (Banken, Sparkassen und Versicherungen) richteten sich die Ausgleichsforderungen nicht gegen die Treuhandanstalt, sondern gegen den Ausgleichsfonds Währungsumstellung. Außenhandelsbetriebe erhielten dabei Ausgleichsforderungen in solcher Höhe, dass ihre Schulden gedeckt waren, Geldinstitute in der Höhe, die erforderlich war, die Schulden zu decken, ein Eigenkapital von 4 % der Bilanzsumme auszuweisen und beim Grundsatz I eine Auslastung von höchstens dem 13-fachen auszuweisen (§ 40 DMBilG).

## Berichtigung des DMBil
Stellte sich bei der Aufstellung späterer Jahresabschlüsse heraus, dass die Ansätze in der DMBil unzutreffend waren, mussten diese berichtigt werden, wenn die Änderungen wesentlich waren (§ 36 DMBilG). Bei Außenhandelsbetrieben und Geldinstituten war die DMBil immer zu berichtigen.